# Живко Љујић
Живко Љујић (Нова Варош, 6. септембар 1923 — Горњи Малован, код Купреса, 1. август 1942), учесник Народноослободилачке борбе и народни херој Југославије.

### Биографија
Рођен је 6. септембра 1923. године у Новој Вароши
Пре Другог светског рата је био ученик.
Члан Савеза комунистичке омладине Југославије (СКОЈ) је од 1941. године.
Учесник Народноослободилачке борбе је од 1941. године. Био је командир Треће чете Првог батаљона Треће пролетерске санџачке ударне бригаде.
Погинуо је у ноћи 1./2. августа 1942. године, у току борби с усташама код села Горњег Малована, код Купреса.
Још пре његове погибије, 19. маја 1942. године, Главни штаб НОП одреда Санџака упутио је Врховном штабу НОП и ДВ Југославије предлог за проглашење Живка Љујића народним херојем. У предлогу је између осталог стајало:
| „ | У низу акција које смо водили и у којима су се истицали наши другови партизани, кроз цијело то вријеме, у свим тим акцијама у којима је учествовао наш златарски батаљон, сваком приликом нарочито се истицао командир чете, друг Живко Љујић. Не само да је његова чета дејствовала као целина, него је друг Живко примјер херојства и највећи прегалац свакога рада. Друг Живко је свгдје први, иако је релативно млад (20 година)... | ” |

Указом Президијума Народне скупштине Федеративне Народне Републике Југославије, 20. децембра 1951. године, проглашен је за народног хероја.
Основна школа у Новој Вароши носи његово име.